# Catephia metaleuca
Catephia metaleuca är en fjärilsart som beskrevs av George Francis Hampson 1926. Catephia metaleuca ingår i släktet Catephia och familjen nattflyn. Inga underarter finns listade i Catalogue of Life.